# Терджола
Терджола (груз. თერჯოლა) — місто в мхаре Імереті, західна Грузія. Адміністративний центр Терджольського муніципалітету.

## Географія
Розташоване в Імеретській низині, на правому березі річки Чхарі, на висоті 170 м над рівнем моря. 14 км від Зестафоні (найближчої залізничної станції), 198 км від Тбілісі.

## Історія
Перші згадки в джерелах у XVII ст. Проголошено містом у 1983 році. Населення — 4644 чол. (на 2014 р.). У місті є промислові підприємства, заклади охорони здоров’я, освіти та культурні установи. У Терджолі є резиденція Марґветської єпархії Грузинської православної церкви.